# 吉日茨科

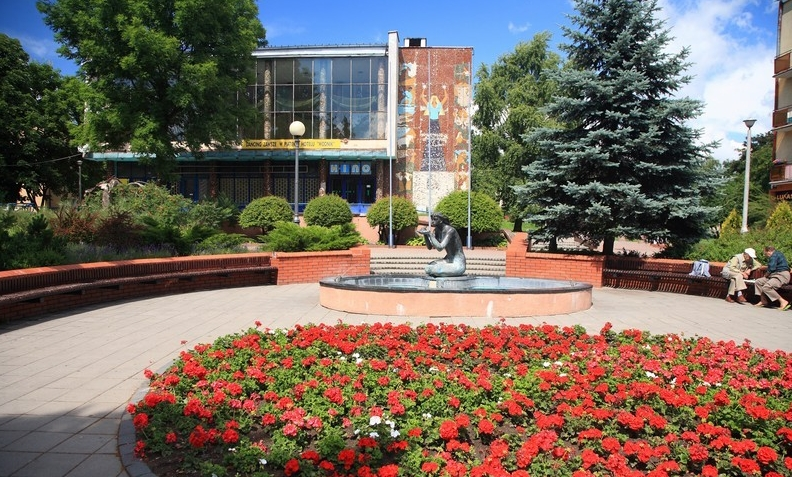

吉日茨科（波蘭語：Giżycko，發音：[ɡʲiˈʐɨt͡skɔ] ⓘ，勒岑）是波蘭的城鎮，位於該國東北部，距離首都華沙約200公里，由瓦爾米亞-馬祖里省負責管轄，面積13.87平方公里，最高點海拔高度142米，2006年人口29,667。

## 图册

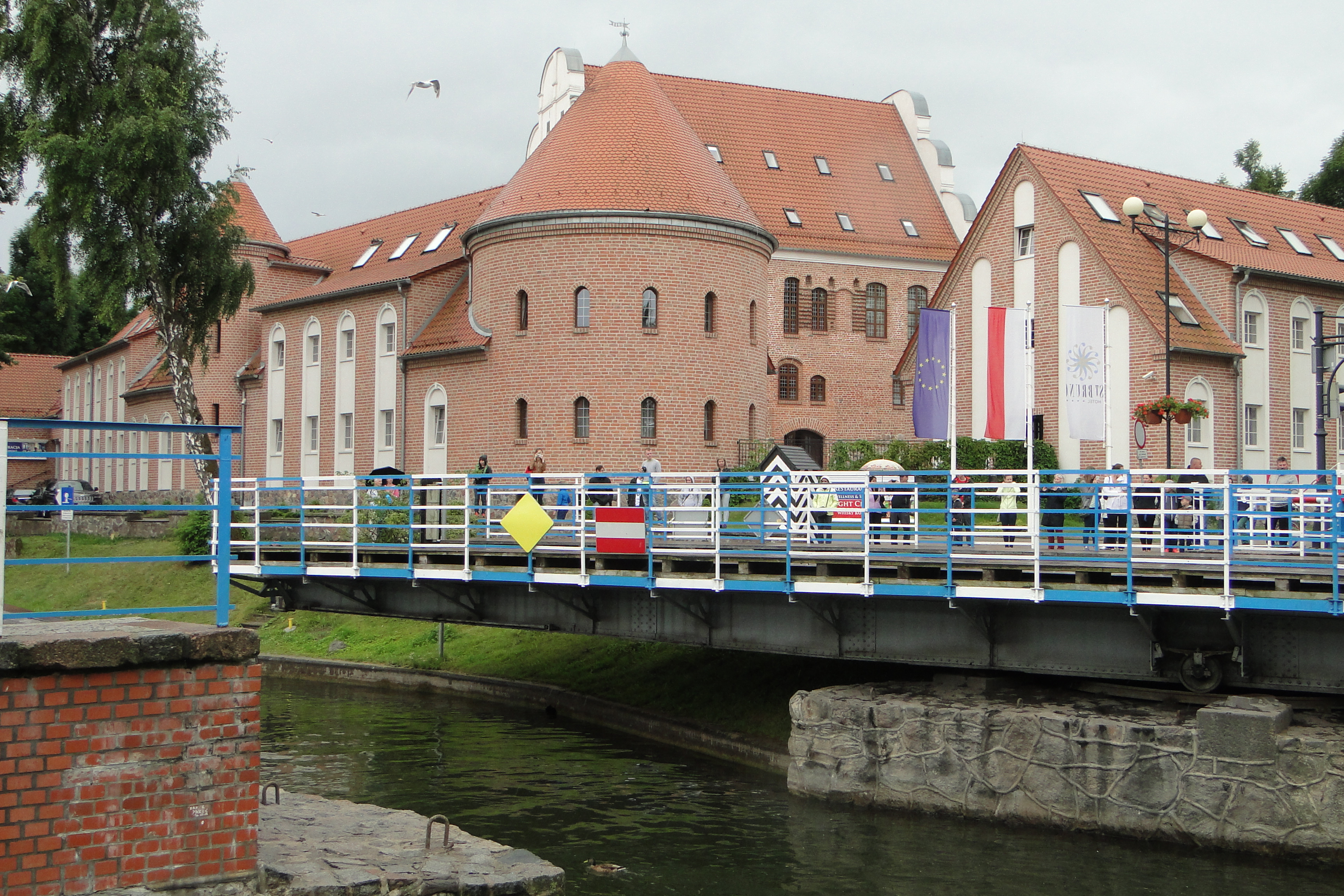
城区一角

## 友好城市
- 丹麦锡尔克堡
- 乌克兰杜布諾
- 立陶宛特拉凱
- 波蘭斯塔拉霍維采
- 德国新明斯特

## 外部連結
- Municipal website （页面存档备份，存于）
- Tourism website （页面存档备份，存于）
- 1882 Map of East Prussia with Lötzen between Lakes Mauer & Löwentinsee （页面存档备份，存于）
- festeboyen.pl （页面存档备份，存于） (Polish)

54°03′N 21°46′E / 54.050°N 21.767°E